# Le Monde de l'aviation
 (mai 2011).
Si vous disposez d'ouvrages ou d'articles de référence ou si vous connaissez des sites web de qualité traitant du thème abordé ici, merci de compléter l'article en donnant les références utiles à sa vérifiabilité et en les liant à la section « Notes et références ».
Créée par Nicolas Dumont et Olivier Fromont, Le Monde de l'Aviation était une revue de vulgarisation française éditée entre 1998 et 2001 à Paris. 
Ses thématiques principales concernaient l'Aviation au sens strict du terme (militaire, commerciale, etc.). Une place importante était également accordée à l'astronautique. Outre des articles sur les lanceurs spatiaux, une saga Apollo a retracé durant le premier semestre de l'année 1999 toute la genèse du programme lunaire jusqu'au point culminant de la mission Apollo 11 de juillet 1969. Des articles sur la conquête de Mars sont également parus.
La revue a connu trois rédacteurs en chef :
- 1998 : André Bréand pour trois numéros
- 1998/1999 : Olivier Fromont
- 1999/2001 : Dominique Galissaire

Liste des journalistes contributeurs :
- Stefan Barensky  : Espace
- François Blanc : Aviation Commerciale
- Germain Chambost : Espace/Aviation Militaire
- Antoine Meunier  : Espace
- Jean-Pierre Nana : Aviation Commerciale
- Jean-Marc Tanguy : Aviation Militaire

La périodicité était mensuelle[réf. nécessaire]. Au total, trente-et-un numéros sont parus durant les trois ans d'existence du magazine.